# Токо бурий
Токо бурий (Lophoceros alboterminatus) — вид птахів родини птахів-носорогів (Bucerotidae).

## Поширення
Вид поширений у Центральній Африці (Ангола; Бурунді; Демократична Республіка Конго; Ефіопія; Кенія; Малаві; Мозамбік; Намібія; Руанда; Сомалі; ПАР; Південний Судан; Судан; Есватіні; Танзанія; Уганда; Замбія; Зімбабве) Живе в скелястих, посушливих областях.

## Опис
Довжина тіла 50-54 см. Дзьоб червоного кольору, очі жовті. Оперення чорне, тільки черево та край хвоста білі. Самиця відрізняється коротшим, тоншим дзьобом і світло-жовтими куточками рота.